# Af Robson
af Robson är en adlig släkt med rötter i Skottland. 
Släkten hette tidigare Robsahm. Den adlades 1819, enligt 37 § i 1809 års regeringsform, och introducerades på Riddarhuset samma år.